# Tân Thanh (phường)
Tân Thanh là một phường thuộc thành phố Điện Biên Phủ, tỉnh Điện Biên, Việt Nam.

## Địa lý
Phường Tân Thanh có vị trí địa lý:
- Phía đông giáp phường Noong Bua
- Phía tây giáp phường Thanh Bình
- Phía nam giáp phường Mường Thanh
- Phía bắc giáp phường Him Lam.

Phường Tân Thanh có diện tích 1,27 km², dân số năm 2022 là 9.938 người, mật độ dân số đạt 7.764 người/km².

## Hành chính
Phường Tân Thanh được chia thành 10 tổ dân phố: 1, 2, 3, 4, 5, 6, 7, 8, 9, 10.

## Lịch sử
Ngày 18 tháng 8 năm 2000, Chính phủ ban hành Nghị định số 35/2000/NĐ-CP về việc thành lập phường Tân Thanh trên cơ sở 102 ha diện tích tự nhiên và 8.210 nhân khẩu của phường Mường Thanh.
Ngày 26 tháng 8 năm 2019, HĐND tỉnh Điện Biên ban hành Nghị quyết số 124/NQ-HĐND về việc:
- Sáp nhập TDP 11 và TDP 12 vào TDP 1.
- Sáp nhập TDP 3 và TDP 4 vào TDP 2.
- Thành lập TDP 3 trên cơ sở các TDP: 5, 6, 7 và một phần TDP 8.
- Thành lập TDP 4 trên cơ sở TDP 9, TDP 10 và một phần của TDP 8.
- Thành lập TDP 5 trên cơ sở các TDP: 13, 14, 19.
- Thành lập TDP 6 trên cơ sở TDP 20 và TDP 21.
- Thành lập TDP 7 trên cơ sở TDP 22 và TDP 24.
- Thành lập TDP 8 trên cơ sở TDP 23 và TDP 25.
- Thành lập TDP 9 trên cơ sở TDP 15, một phần của TDP 16 và phần còn lại của TDP 8.
- Thành lập TDP 10 trên cơ sở TDP 17, TDP 18 và phần còn lại của TDP 16.